# Røros
Røros este o comună din provincia Sør-Trøndelag, Norvegia.